# Melodije morja in sonca 2003
26. festival Melodije morja in sonca je potekal 20. (večer mladih) in 21. (pop večer) junija 2003 v Avditoriju Portorož. Organizatorja festivala sta bila Avditorij Portorož in RTV Slovenija, ki je poskrbela za neposredni prenos obeh večerov. Zmagala je Monika Pučelj s pesmijo Ti ob meni si.

## Pop večer
Večer sta povezovala Lorella Flego in Mario Galunič.
| #   | Izvajalec                 | Naslov pesmi          | Avtor glasbe                    | Avtor besedila               | Avtor aranžmaja                 |
| --- | ------------------------- | --------------------- | ------------------------------- | ---------------------------- | ------------------------------- |
| 1.  | Jasmina Cafnik            | Vsi so rekli          | Danilo Kocjančič                | Drago Mislej - Mef           | Marino Legovič                  |
| 2.  | Didi                      | Razbila bom oblak     | Franci Zabukovec                | Nenad Kokovič                | Matija Oražem, Franci Zabukovec |
| 3.  | Slavko Ivančić in Lavanda | Ko mene več ne bo     | Sašo Fajon                      | Drago Mislej - Mef           | Sašo Fajon                      |
| 4.  | Kalamari                  | Danes me ni           | Jože Jež                        | Jože Jež                     | Matjaž Švagelj                  |
| 5.  | Rok Kosmač                | Mala                  | Rok Kosmač                      | Rok Kosmač                   | Aleš Zibelnik                   |
| 6.  | Skupina Plima             | Diana                 | Marino Legovič                  | Damjana Kenda Hussu          | Marino Legovič                  |
| 7.  | Panda                     | Planet                | Andrej Pompe                    | Katja Obleščak, Andrej Pompe | Damjan Mulej                    |
| 8.  | Number One                | Sei come me           | Franko Reja, Branko Kumar       | Franko Reja                  | Franko Reja                     |
| 9.  | Ylenia Zobec              | Z zaprtimi očmi       | Patrik Greblo                   | Urša Mravlje Fajon           | Patrik Greblo                   |
| 10. | Alenka Vidrih             | V pižamah             | Vedad Hadžiavdić                | Alenka Vidrih                | Vedad Hadžiavdić                |
| 11. | Polona                    | Nekaj lepih besed     | Matija Oražem, Franci Zabukovec | Damjana Kenda Hussu          | Matija Oražem, Franci Zabukovec |
| 12. | Vojo                      | Lahko me sovražiš     | Matija Oražem, Franci Zabukovec | Nenad Kokovič                | Matija Oražem, Franci Zabukovec |
| 13. | Frišni.com                | Frendi iz 100 avantur | Robert Vatovec                  | Vili Fabjančič               | Taljub Lapajne                  |
| 14. | Vlado Jeremič             | Srce v pesku          | Vlado Jeremič                   | Vlado Jeremič                | Jadran Ogrin                    |
| 15. | Nataša & Zibelnik         | Vroče je              | Aleš Zibelnik                   | Nataša Zibelnik              | Aleš Zibelnik                   |
| 16. | Don Sergio                | Greva na zabavo       | Don Sergio, Dare Cedilnik       | Don Sergio                   | Boštjan Grabnar                 |
| 17. | Avia Band                 | Kako ji je ime        | Martin Štibernik                | Karmen Stavec                | Martin Štibernik                |
| 18. | Johnny Bravo Band         | Jaz stvar obvladam    | Marino Legovič                  | Leon Oblak                   | Marino Legovič                  |
| 19. | Monika Pučelj             | Ti ob meni si         | Aleš Klinar                     | Anja Rupel                   | Aleš Klinar, Franci Zabukovec   |
| 20. | Janez Bončina - Benč      | Štipenzija            | Janez Bončina                   | Janez Bončina                | Primož Grašič                   |

### Glasovanje
O zmagovalcu so odločali gledalci doma pred televizijskimi zasloni preko telefonskega glasovanja (1/2) in občinstvo v Avditoriju (1/2). Uporabljen je bil evrovizijski sistem točkovanja (12, 10, 8–1).
Zmagovalec telefonskega glasovanja je bil Rok Kosmač (2486 glasov), druga je bila Monika Pučelj (675 glasov). Občinstvo v Avditoriju je Kosmaču namenilo 8 točk, Moniki Pučelj pa 12 točk. Končna zmagovalka je tako postala Monika Pučelj (22 točk), Rok Kosmač pa je bil drugi (20 točk).

### Nagrade
Strokovna žirija je podelila:
- nagrado za najboljše besedilo, ki jo je prejel Drago Mislej - Mef za pesem Ko mene več ne bo,
- nagrado za najboljšo priredbo, ki jo je prejel Sašo Fajon za pesem Ko mene več ne bo,
- nagrado za najboljšo pesem v celoti, ki jo je prejela pesem Ko mene več ne bo v izvedbi Slavka Ivančića in Lavande,
- nagrado za najboljšo melodijo, ki jo je prejel Rok Kosmač za pesem Mala, ter
- nagrado za najboljšo izvedbo, ki jo je prejela skupina Number One.

## Večer mladih
Večer mladih sta povezovali Urša Jerič in Lara Baruca. Na njem je zmagala skupina Lil' Raay & R'n'B Wannabes s skladbo Otrok nove glasbe. O zmagovalcu je odločala le strokovna žirija. Nastopila je tudi skupina Plamen s pesmijo Pusti me spati Danila Kocjančiča (glasba), Damjane Kenda Hussu (besedilo) in Matjaža Švaglja (aranžma).